# 清澄庭園

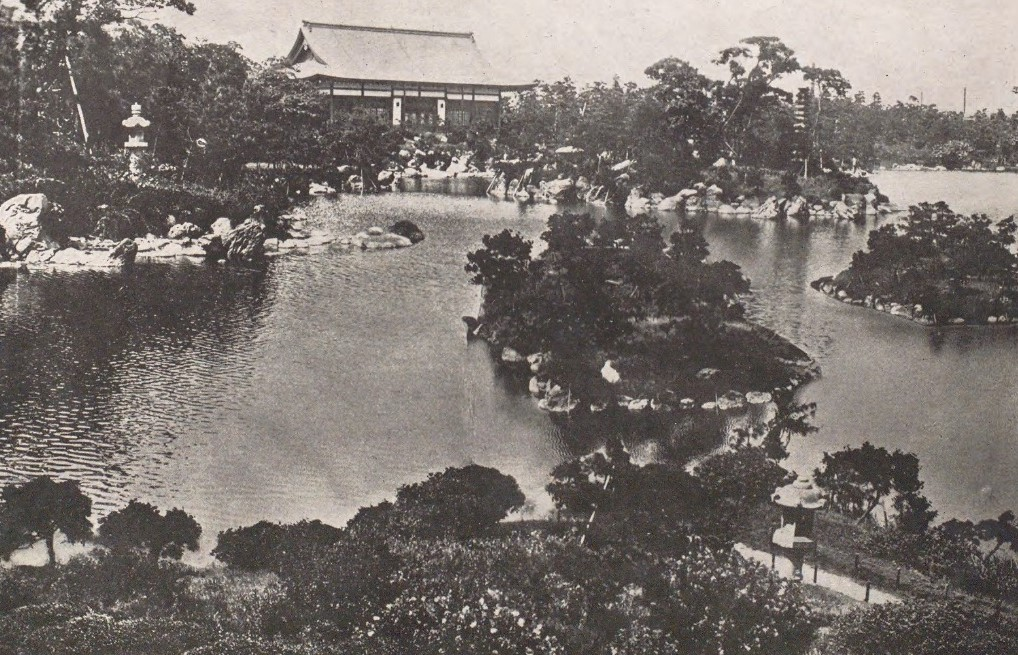
東京市所有となった頃の庭園。園内に本所公会堂があり、近隣の労働者街の憩いの場となった

清澄庭園（きよすみていえん）は、東京都江東区清澄にある都立庭園。池の周囲に築山や名石を配置した回遊式林泉庭園で、東京都指定名勝に指定されている。

## 歴史
かつての清澄
清澄庭園のある清澄は旧深川区に当たる深川地域内にあり、深川は江戸府内の中では発展が遅く、江戸時代以前のこの一帯は隅田川の三角州に蘆荻の茂る低湿地帯で、海上には幾つかの浮洲が形成されていた。天正18年（1590年）、徳川家康の江戸入府に伴い江戸市民が急速に増加し、隅田川の水運や木場の発展を背景にして、食料特に魚介類の需要に応えるため隅田川河口に深川猟師町が誕生した。清住（現・清澄）周辺に町が出来始めたのは寛永時代（1624〜1643年）頃で、佃周辺の猟師町が発展したため日本橋小田原町周辺に魚河岸が出来、最初の漁師町が定着したといわれており、流通拠点として深川猟師町となった。
万治年代（1658〜1661年）の絵図によると、「深川新田」「永代島」の地名があり、明暦年代（1655〜1658年）と寛文年代（1661〜1673年）には「佃島」の地名を見ることが出来る。清澄庭園は清住町（現・清澄一丁目）にあり西隣は隅田川沿岸で、猟師町は南の佐賀町永代町まで含み、猟師町の北側の小名木川河口付近には船大工が集まり「海辺大工町」と呼ばれていた。伊勢崎町は清住町から仙台堀にそった帯状の町屋であり、また、深川猟師町の地名は明治時代初期には無くなっている。
寛永年代（1624〜1644年）から元禄年代（1688〜1704年）頃、江戸の繁栄に伴い猟師町から商業中心の町屋に変貌し、清住町には仙台蔵が出来、仙台掘が深川木場への重要な流通水路として発展した。文政11年（1828年）の『分間江戸大絵図』には、諸大名の受領地が増え清住町には松平陸奥、内藤紀伊、松平越後、戸田越前が、伊勢崎町には久世長門などの下屋敷の名を見ることが出来る。昭和7年（1932年）10月に東京市が20区制を実施したため、新たな清澄町の町名が出来、清住町、海辺大工町、伊勢崎町などの町名が廃止され、清澄庭園の殆どが伊勢崎町が占めていた。
久世家の時代
久世家は村上源氏より出て三河国に住み、徳川に仕え家康に従って江戸開府に尽力した。寛永13年（1636年）、一門から久世広之が出て大和守となり寛文3年（1662年）、下総国関宿城を賜わって居城した。関宿（現・千葉県東葛飾郡関宿町）は利根川と江戸川の分岐点にあたる交通要衛で、上屋敷を常盤橋御門に、中屋敷を箱崎町に、下屋敷を深川伊勢崎町に拝領していた。幕末になり久世広周は、安藤信正とともに老中として幕政を指導し、公武調和の処理に当たり幕閣の建直しに尽力した。江戸時代中期より伊勢崎町に久世家下屋敷があったが、幕末維新の頃には所領を離れ、下屋敷も将軍に返上した。
明治4年（1871年）の『東京大絵図』によれば、伊勢崎町の敷地は徳川新三位中将（徳川慶喜の将軍職奉還後の官職）の所有となっている。明治9年（1876年）の地図では、前島密、四条隆謌などの所有となっており、当時の動乱による影響で持ち主が転々と変わっている。
岩崎家の時代
幕末頃の伊勢崎町と清住町には、久世大和守、戸田日向守、松平美濃守、松平右京などの諸大名下屋敷や、伊奈半左衛門、岡野竜之助などの豪族の住居があったが、維新後は新政府要人などの住居に変わっていった。明治11年（1878年）深川清住町と伊勢崎町の土地約3万坪を、三菱財閥創業者の岩崎弥太郎が買い取り、以降、弟・弥之助、長男・久弥へと岩崎家3代にわたって清澄庭園は引き継がれた。
当時の弥太郎は台湾征伐や西南の役などで大儲けした直後で、海運王となった頃であった。『岩崎久弥伝』によれば「ここには旧幕時代の大名屋敷の池庭があった。弥太郎はそれらの庭を改修し、これを綜合拡張して新たに林泉の布置を定めてここに一大庭園を造築した。」と記録されている。また弥太郎は青年時代から造園に興味があった、特に石が好きだったようで『岩崎久弥伝』によれば「吾は性来これという嗜好なけれど、常に心を泉石丘壑に寄す。これを以て憂悶を感ずる時は名庭園を見る。中略、ひとり加賀邸の庭園は無数の巨巌大石を配し、老樹黙綴して豪宕の趣き深山の風致あり。若し吾に庭園を造る時あればかくの如きものに倣はんと欲す。」と記録されている。
弥太郎の弟・3代目弥之助は、30歳で副社長として兄・弥太郎を助け、明治18年（1885年）弥太郎の没後、「日本郵船会社」を設立し海運業の経営に携わった。兄・弥太郎が完成途中だった清澄庭園の後を受け、施工計画書を作り修築を進め、明治24年（1891年）完成させた。弥之助は、三菱の多角経営企業として日本経済界の重鎮となり、国内外の要人の社交場として豪華さを目指し、巨額の建設費を投じ完成させた。岩崎家4代目久弥は弥太郎の長男で、父・弥太郎没後の明治27年（1894年）「三菱合資会社」を設立し、社長の要職を前社長の弥之助の子・小弥太に譲り社務に協力した。
弥太郎による修築
幕末の混乱の最中、荒廃を極めた庭園を弥太郎はどう改修したのか、久世家下屋敷では庭池や庭木などは相応の状態であったと思われる。明治19年（1886年）の参謀本部陸軍局測量部発行の『東京市内地図 5千分の一』によると、弥太郎が造成の頃の様子が分かる、洋館東側に大きな建物があり、日本館と思われる所にも小邸がある。庭園の殆どの所は池が掘られ、築山と回遊する園路があり、南側には仙台掘から引込んだ水路が東に流れ、富士山から遊園地にかけて大きな鴨池がある。弥太郎は池沼を改修し、新たに林泉を設け大庭園を築造した、池は二カ所の堀で仙台掘りさらに隅田川に通じている、全国から集めた巨石を船便で庭園に持ち込んだ。清澄庭園の特徴の一つとして、都内の庭園の中でも見ることが出来ないのが巨石の石組みで、弥太郎の趣味が表れている。明治13年（1880年）4月、着工から3年に庭園を「深川新睦園」と命名、平時は三菱社員の慰安の場に、特別の内外の賓客がある時は接待の場とした。
弥之助による修築
弥之助は庭園を社内の親睦園だけでなく、会社の隆盛に伴う貴賓接待の場として、内外に誇れる名園を目指して改修した。明治19年（1886年）に京都から武者小路千家一門の茶匠である磯谷宗庸を招き、園游開場、温室園芸場、植込地を設け、多くの庭石を入れ、約5年かけ明治24年（1891年）完成させた。また、同年着工で日本館と洋館を新築、日本館は木造建坪315坪で河田小三郎の設計で大広間、茶室、小集会室、松の茶屋などを備え、洋館はチューダー式赤煉瓦建坪782坪で英国のジョサイア・コンドル（Josiah Conder 1852〜1920年）の設計で、明治22年（1889年）完成した。コンドルは1852年ロンドンに生まれ、明治9年（1876年）来日、工部大学校で教鞭をとり、工部省営繕局顧問となり、明治21年（1888年）東京に建築事務所を開き、大正9年（1920年）67歳で亡くなった。弥之助によって完成された庭園は、明治初期の回遊式潮入り林泉の名園といわれ、敷地約3万坪で「汐入り」の庭で渓流、入江、渚灯を設け、池には大小の島を配し橋を架け、東西に藤を擬した小丘を築き、老樹に見事な庭樹で補い、東北、四国、九州、小笠原、伊豆などから庭石を収集搬入し完成された庭園である。
久弥はさらに池の南岸に保岡勝也設計の小亭「池の御茶屋」（現・凉亭）を建て、明治42年（1909年）英国の陸軍元帥ホレイショ・ハーバート・キッチナー（Horatio Herbert Kitchener 1850〜1916年）を歓待した。
公開と関東大震災
大正9年（1920年）、久弥は社会情勢の変遷や将来の経営を考え、庭園の南東の園芸場、園遊会に使われていた芝生区域約3,000坪の公開を目的に、東京市公園課と相談し児童遊園として改造し、大正10年（1921年）12月に一般公開した。大正12年（1923年）9月1日、関東地方を襲った関東大震災は深川で全戸数49,037戸、被害率100％の大惨事で、清澄庭園は逃げ惑う人々の避難場所となった。建物は凉亭を除き日本館も洋館も灰となり、庭園も老木大樹は焼かれ、石組みも損傷、壊滅的な打撃を受けた。震災復興に向け、木材を収集し泉水を貯木場とし、焼け跡に製材所を作り住居の復興を最初に開始し、被害の比較的少ない東側を公園として東京市に開放された。
東京市に寄付
大正13年（1924年）10月、清澄庭園の約半分の敷地と清澄遊園の敷地を正式に岩崎久弥から東京市長・永田秀次郎に寄付された。寄付された内容は、敷地15,541.08坪、日本館、凉亭、中島、松の茶屋の焼跡、沢渡りの大飛石、長瀞峡などの水景と芝生築山、清澄遊園である。大正14年（1925年）永田東京市長の後任市長・中村是公は、名称を「清澄庭園」とし市の公園に加えた。昭和2年（1927年）2月、新宿御苑で行われた大正天皇御葬儀で使われた葬場殿（建坪71坪）を、清澄庭園に移築して「大正記念館」と命名し、昭和3年（1928年）5月27日、開館式を行った。
庭園の追加開園
昭和52年（1977年）6月1日、新たに隣接する西側の一角、面積32,818.44㎡が追加され変更後の面積79,056.45㎡開園された。清澄庭園（東側）は、大正13年（1924年）に岩崎家から東京市へ寄贈されたが、追加（西側）敷地は震災時に被害を受けた所である。戦後、盛土を行った上建設資材置き場などに使用されていた。都民のための都市実現の観点から、公園緑地の推進が進められることになった。昭和32年（1957年）12月、清澄庭園と西側の土地を含め面積9.66haを清澄庭園として都市計画決定し、新規事業許可を取り、用地買収を行った。昭和48年（1973年）に、公園の造成の設計を始め、3年間の造成工事により、昭和52年（1977年）3月に工事は完了した。既設の清澄庭園、児童遊園などを含めた一体的な清澄庭園とした総合公園を目指した。そして、森林公園的樹林の造営、大震災や大火災に伴う避難広場などのテーマに掲げ検討された。

## 主な見所
中島を持つ広い池が中心にあり、ツツジとサツキの植えられた「つつじ山」や池の端を歩けるように石を配置した「磯渡り」などがある。また、園内には岩崎家が全国から集めたという名石が無数に置かれている。池には人に慣れた多数のカメがおり、餌をやることができる。
- 大正記念館

大正天皇の葬儀のため新宿御苑にて用いられた葬場殿を移築した。戦災で失われ、貞明皇后の葬場殿の材料を使って再建された。
葬儀に用いられたといっても、葬儀に向かう待合い室として使われた建物である。
平成に入ってから、大幅な改修工事がされ、基本的に当時の建材は全て新しいものと取り換えられている。
現在は、集会施設として利用可能。
- 涼亭

1909年（明治42年）に建てられた数寄屋造りの建物。保岡勝也の設計。東京都選定歴史的建造物に選定されている。集会施設として利用可能。

## ギャラリー
- 涼亭
- 涼亭
- 大正記念館
- 富士山
- 橋
- 紀州青石
- 伊予青石
- 伊予磯石
- 讃岐御影
- 伊豆式根島石
- 武州三波青石
- 相州加治屋石
- 生駒石
- 秩父青石
- 伊豆綱代石
- 伊豆川奈石
- 伊豆川石
- 攝津御影

## 利用情報
- 開園時間 - 午前9時 〜 午後5時、イベント開催時は時間延長がある（入園は午後4時30分まで）
- 入園料[7] - 一般150円、65歳以上70円（小学生以下及び都内在住・在学の中学生は無料）
  - 団体（20名以上） - 一般120円、65歳以上50円
  - 年間パスポート - 一般 600円、65歳以上 280円
  - 9庭園共通年間パスポート - 一般 4,000円、65歳以上 2,000円（都立文化財9庭園 浜離宮恩賜庭園、旧芝離宮恩賜庭園、小石川後楽園、六義園、旧岩崎邸庭園、向島百花園、清澄庭園、旧古河庭園、殿ヶ谷戸庭園）[1]
  - 身体障害者手帳、愛の手帳、精神障害者保健福祉手帳または療育手帳持参の方と付添の方は無料
- 無料公開日 - みどりの日（5月4日）、都民の日（10月1日）[1]
- 集会場（貸室） - 涼亭（40名）、大正記念館（150名）、6カ月前より受付[1]
- 無料庭園ガイド - 土・日・月曜日、祝日（午前11時、午後2時）[1]
- サービスセンター - 清澄庭園サービスセンター 江東区清澄3-3-9（TEL 03-3641-5892）[1]

## 花暦情報
- 1月 - ニホンズイセン（日本水仙）[1]
- 2月 - ニホンズイセン、フクジュソウ（福寿草）、ツバキ（椿）、ウメ（梅）、サンシュユ（山茱萸）[1]
- 3月 - ツバキ、ウメ、サンシュユ、カンヒザクラ（寒緋桜）[1]
- 4月 - ソメイヨシノ（染井吉野）、サトザクラ（里桜）、シャガ（射干）[1]
- 5月 - ツツジ（躑躅）、サツキ（皐月）[1]
- 6月 - サツキ、アジサイ（紫陽花）、ハナショウブ（花菖蒲）[1]
- 7月 - タイワンニンジンボク、サルスベリ（百日紅）[1]
- 8月 - サルスベリ[1]
- 9月 - ヒガンバナ（彼岸花）、ハギ（萩）、シュウメイギク（秋明菊）[1]
- 10月 - シュウメイギク、ツワブキ（石蕗）[1]
- 11月 - ツワブキ、サザンカ（山茶花）、ハゼノキ（櫨の木 紅葉）、（雪吊り、コモ巻）[1]
- 12月 - サザンカ、（雪吊り、コモ巻）[1]

## 交通案内
- 地下鉄 - 都営地下鉄大江戸線・東京メトロ半蔵門線 清澄白河駅 - A3出入口より徒歩約3分[1]
- 路線バス - 都営バス 門33系統・急行06系統「清澄庭園前」停留所より徒歩約3分[1]
- 駐車場 - 無し[1]